# Języki Indonezji

Podział etnolingwistyczny Indonezji

Zgodnie z klasyfikacjami SIL (Ethnologue) i Peta Bahasa na terenie Indonezji funkcjonuje ponad 700 języków. Indonezja zajmuje drugie miejsce wśród krajów świata pod względem stopnia różnorodności językowej (liczby używanych języków), a 10% wszystkich znanych języków występuje właśnie w tym kraju. Dokładna liczba języków Indonezji jest nieokreślona z uwagi na trudności w sprecyzowaniu różnicy między dialektem a odrębnym językiem.
Ponad 70% lokalnych języków Indonezji jest używanych we wschodniej części kraju. Najbardziej zróżnicowany językowo region to Papua Zachodnia (rozumiana jako zachodnia część Nowej Gwinei). Najwięcej użytkowników mają jednak języki zachodniej Indonezji, zwłaszcza języki rejonu Jawy – są to jawajski, sundajski i madurski. Do szczególnie znaczących języków Indonezji (pod względem liczby użytkowników) należą również niektóre języki Sumatry (minangkabau, aceh, batak toba, lampung), Celebesu (bugijski, makasarski) i Małych Wysp Sundajskich (balijski z Bali, sasak z wyspy Lombok) oraz silnie zróżnicowane i szeroko rozprzestrzenione odmiany malajskiego (lub języki malajskie). Niektóre języki Indonezji wypracowały historycznie bogate tradycje literackie; najlepiej znane z nich wykształciły się w zachodniej części kraju (tradycja malajska, piśmiennictwo języków Jawy i okolic), a także wśród ludności południowego Celebesu (tradycja bugijska i makasarska).
Bardzo istotną lingua franca Archipelagu Malajskiego, w tym wysp indonezyjskich, jest język malajski, który zakorzenił się w tej funkcji na długo przed powstaniem dzisiejszej Indonezji, dając początek różnym odmianom kontaktowym. W momencie uzyskania niepodległości przez Indonezję malajski został wyniesiony do rangi urzędowego – pod nazwą „język indonezyjski”. Chociaż indonezyjski uchodzi za oznakę jedności narodowej i modernizacji, to języki poszczególnych społeczności pozostają w użyciu lokalnym. Język niderlandzki, pomimo swojej historycznej roli, nigdy nie był powszechnie znany wśród ludności Indonezji, w związku z polityką holenderskich władz kolonialnych, które nie szerzyły jego znajomości, stawiając na popularyzację malajskiego. Indonezja stanowi zatem rzadki przypadek kraju o przeszłości kolonialnej, w którym nie doszło do narzucenia języka kolonizatora.
Wśród języków Indonezji są zarówno języki szeroko używane (np. jawajskim posługuje się 50–70 mln ludzi), jak i języki małych miejscowych społeczności. Wiele z nich liczy mniej niż 5 tys. użytkowników. Języki te są w różnym stopniu zagrożone wymarciem. Znajdują się pod naporem nie tylko języka narodowego, ale także języków dominujących lokalnie (języków innych grup etnicznych, różnych odmian malajskiego). Jednocześnie szacuje się, że nowoczesnej dokumentacji lingwistycznej poddano mniej niż 10% języków kraju. W szczególności ograniczone są dane nt. języków Moluków (prowincji Moluki i Moluki Północne), wschodnich Małych Wysp Sundajskich i indonezyjskiej Nowej Gwinei.
Ludność pochodzenia obcego w Indonezji niekiedy pielęgnuje znajomość swoich języków (np. niderlandzkiego, japońskiego, portugalskiego, tamilskiego czy języków chińskich). Języki te, o charakterze mniejszościowym, w dużej mierze wyszły z użycia. Mandaryński spełnia rolę lingua franca dla rozproszonych skupisk ludności chińskiej. Wśród ludności chińskiej, która uległa silnej asymilacji, występuje szerokie użycie języka indonezyjskiego (a czasem i języków regionalnych, m.in. jawajskiego i sundajskiego), na niekorzyść języków chińskich.
W odniesieniu do poszczególnych kategorii języków używa się terminów: bahasa nasional lub bahasa persatuan (język narodowy, język jedności), bahasa daerah (języki regionalne), bahasa asing (języki obce).

## Główne języki regionalne
| język       | liczba użytkowników (mln) | region                       |
| ----------- | ------------------------- | ---------------------------- |
| jawajski    | 75                        | wschodnia i środkowa Jawa    |
| sundajski   | 27                        | zachodnia Jawa               |
| madurski    | 9                         | Madura, wschodnia Jawa       |
| minangkabau | 6,5                       | południowa Sumatra           |
| bugijski    | 3,6                       | prowincja Celebes Południowy |
| balijski    | 3                         | Bali                         |
| aceh        | 2,4                       | północna Sumatra             |
| banjar      | 2,1                       | Kalimantan                   |
| sasak       | 2,1                       | Lombok                       |
| batak toba  | 2                         | północna Sumatra             |
| makasarski  | 1,6                       | prowincja Celebes Południowy |
| lampung     | 1,5                       | południowa Sumatra           |
| batak dairi | 1,2                       | północna Sumatra             |
| rejang      | 1                         | południowo-zachodnia Sumatra |

Powyższe dane pochodzą z publikacji The Indonesian Language: Its History and Role in Modern Society z 2003 r. i mają charakter poglądowy.
Wszystkie wymienione języki są przedstawicielami rodziny austronezyjskiej i zostały zaliczone do grupy języków malajsko-polinezyjskich zachodnich.
Do najbardziej istotnych języków regionalnych Indonezji należy też język malajski, na który składa się ogromny repertuar odmian tradycyjnych i kreolskich. Regionalne odmiany malajskiego (w tym dialekty tradycyjne) mają łącznie dziesiątki milionów użytkowników, lecz nie jest jasne, które z nich powinny być rozpatrywane jako odmiany jednego języka. Nie wypracowano ścisłych kryteriów pozwalających odróżnić języki malajskie (grupę blisko spokrewnionych języków austronezyjskich) od dialektów języka malajskiego (właściwego). Niesprecyzowany jest też status kontaktowych odmian malajskiego, w tym odmian ze wschodniej Indonezji (np. malajskiego miasta Manado i malajskiego ambońskiego), często uchodzących za odrębne języki (lub wręcz języki kreolskie), ale czasem włączanych pod pojęcie języka indonezyjskiego.
Spisy ludności ograniczają się do podawania danych nt. największych języków kraju.

## Grupy językowe

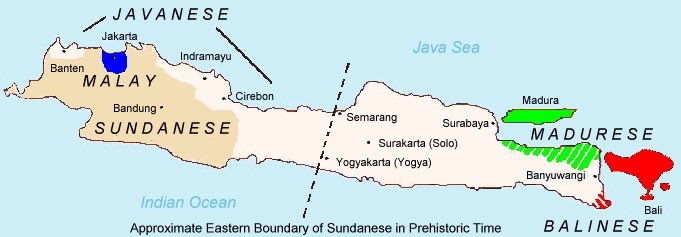
Języki Jawy i okolic

Rodzime języki Indonezji rozpatruje się w ramach dwóch grup: austronezyjskiej i papuaskiej (nieaustronezyjskiej). Najbardziej liczne i najszerzej rozprzestrzenione są języki austronezyjskie, które tworzą wielką rodzinę językową, obejmującą zasięgiem dużą część wysp Oceanii i Azji Południowo-Wschodniej. W zachodniej części kraju stanowią jedyną autochtoniczną rodzinę językową. Języki zachodniej Indonezji mają typowo od kilkuset tysięcy do kilku milionów użytkowników. Jednocześnie zachodnie obszary archipelagu, zwłaszcza wyspa Jawa, są wśród słabiej zróżnicowanych językowo regionów kraju. Języki tej części kraju, a w szczególności Jawy, należą do najlepiej opisanych w Indonezji. Wiele z nich cieszy się dość silnym wsparciem instytucjonalnym, co sprzyja ich długoterminowej żywotności. Jawajski, używany przez największą grupę etniczną Indonezji, ma na tyle ugruntowaną pozycję, że wywarł znaczny wpływ na rozwój indonezyjskiego języka narodowego. Również sundajski, będący drugim pod względem liczebności użytkowników językiem regionalnym, zajmuje istotne miejsce w indonezyjskich uwarunkowaniach socjopolitycznych.
Zupełnie inaczej przedstawia się sytuacja w słabiej zaludnionej wschodniej części Indonezji, która cechuje się ogromnym stopniem różnorodności językowej, przewyższającym zróżnicowanie językowe spotykane na zachodzie kraju. Języki wschodniej Indonezji są używane przez niewielkie grupy ludności, typowo liczące od kilkuset do kilkudziesięciu tysięcy osób, a zarazem należą do najbardziej zagrożonych w całym regionie austronezyjskim. Badania nad nimi są jednak znacznie mniej rozwinięte niż badania nad językami zachodniej Indonezji, co znajduje odzwierciedlenie w ograniczonym zasobie publikacji państwowych na ich temat. Lokalne społeczności, oddalone od centrum politycznego kraju, mają słabszy dostęp do wsparcia instytucjonalnego i projektów, które mogłyby pomóc w ochronie i dokumentacji miejscowych języków. Na niekorzyść prowadzenia badań lingwistycznych działa również niedostateczna infrastruktura. Dodatkowo w regionie tym panuje stosunkowo wysoki poziom analfabetyzmu, zwłaszcza na Nowej Gwinei.
Austronezyjskie języki Indonezji są zróżnicowane pod względem genealogicznym. Języki szeroko pojętej zachodniej Indonezji – od Sumatry i Jawy aż po peryferyjny Celebes i zachodnią część Sumbawy – należą do tradycyjnej grupy języków malajsko-polinezyjskich zachodnich. Z kolei grupę centralną reprezentują języki Małych Wysp Sundajskich (poczynając od wschodniej Sumbawy) oraz języki centralnych i południowych Moluków. Do języków malajsko-polinezyjskich wschodnich należą austronezyjskie języki północnych Moluków (języki południowohalmaherskie) i rejonu Nowej Gwinei (w tym języki zatoki Cenderawasih i języki Raja Ampat). W niektórych zakątkach Indonezji wschodniej występują tzw. języki papuaskie. Języki papuaskie, w odróżnieniu od austronezyjskich, nie stanowią jednej rodziny językowej, tworząc konwencjonalną grupę geograficzną (o charakterze niegenetycznym). Obszar użytkowania tych języków koncentruje się prowincjach papuaskich (na Nowej Gwinei i okolicznych terenach), ale swoim zasięgiem geograficznym obejmują także Moluki Północne (północna Halmahera i pobliskie mniejsze wyspy) oraz Małe Wyspy Sundajskie Wschodnie (wyspy Alor i Pantar oraz Timor). Jako że pojęcie „języków papuaskich” łączy języki o nieokreślonych wzajemnych powiązaniach, niedające się sklasyfikować jako austronezyjskie, czasami spotyka się równoznaczny termin „języki nieaustronezyjskie”.
Największa spośród grup języków papuaskich to języki transnowogwinejskie, do których należy ok. 150 języków używanych w granicach Indonezji oraz wiele innych obecnych w sąsiedniej Papui-Nowej Gwinei. Pomimo ogromnej liczebności języków papuaskich (Nowa Gwinea i pobliskie wyspy są najbardziej zróżnicowanym językowo zakątkiem świata) szacuje się, że ich użytkownicy nie sięgają jednego procenta całkowitej ludności kraju. Społeczności posługujące się językami papuaskimi to przeważnie mało liczne grupy ludności. Fakty archeologiczne w połączeniu z wiedzą lingwistyczną sugerują, że pierwotnie języki papuaskie miały znacznie szerszy zasięg geograficzny, obejmując obszar dalej na zachód. Spośród peryferyjnych rodzin języków papuaskich (spoza regionu Papui Zachodniej) zachowały się wyłącznie języki timor-alor-pantar oraz języki północnohalmaherskie, które mogą stanowić kontynuację stanu sprzed ekspansji ludności austronezyjskiej (choć nie można wykluczyć, że zostały przyniesione wskutek późniejszej migracji na tereny austronezyjskie). Niesklasyfikowany język tambora, używany na wyspie Sumbawa do momentu wybuchu wulkanu Tambora, również mógł być przedstawicielem hipotetycznej przedaustronezyjskiej grupy języków; w dodatku pewne ślady papuaskiego substratu językowego – lub przynajmniej cechy nieaustronezyjskie – są widoczne w różnych językach Małych Wysp Sundajskich (Flores, Timor, Sumba) i Moluków.
We wschodniej części Indonezji obok języków lokalnych funkcjonuje szereg języków kreolskich czy też pochodnych języka malajskiego, które służą jako lingua franca w poszczególnych prowincjach. Niektóre spośród tych języków bądź dialektów przyjmują się jako języki ojczyste, wypierając tradycyjne języki etniczne . Należą do nich: malajski papuaski, malajski Moluków Północnych, malajski amboński, malajski Kupangu, malajski miasta Manado. Przypuszczalnie większość z nich wywodzi się z historycznej odmiany języka malajskiego (Eastern Indonesia Trade Malay), która wykształciła się w północnej części Moluków lub na wyspach Banda, wraz z rozwojem handlu korzennego w tej części archipelagu (dzielą bowiem szereg cech niespotykanych w zachodnich dialektach malajskich). Języki centralnych Moluków wcześnie znalazły się pod presją malajskiego, który zakorzenił się w większości wsi chrześcijańskich; doprowadziło to do zaniku przekazu międzypokoleniowego. Podobne procesy mają miejsce w zachodniej Indonezji. Przykładowo język banjar z Borneo (również należący do języków malajskich) stał się głównym środkiem komunikacji dla wielu społeczności wyspy, zastępując m.in. rodzime języki Dajaków.

## Systemy pisma i piśmiennictwo

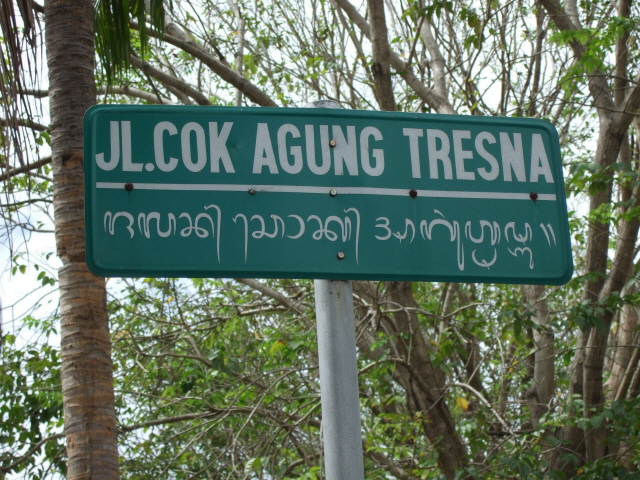
Dwujęzyczny znak drogowy na Bali

Współcześnie w Indonezji największe znaczenie ma alfabet łaciński (którym zapisywany jest język indonezyjski). Niektóre inne języki wykształciły jednak własne systemy pisma. Pierwotnie ich rozwój był związany ze wpływem kultury indyjskiej. Do tradycyjnych systemów pisma Indonezji należą: pismo jawajskie, sundajskie, batackie, balijskie, rencong, bugijsko-makasarskie (lontara), jawi. Czasem są nauczane w szkołach. Rodzime systemy pisma Indonezji mają zasadniczo niski prestiż i zajmują marginalną pozycję w społeczeństwie.
Pismo jawajskie stało się narzędziem do zapisu nie tylko języka jawajskiego, ale też madurskiego i sundajskiego. Pismo bugijsko-makasarskie przyjęło się wśród ludności Celebesu Południowo-Wschodniego (do zapisu języka wawonii), Sumbawy (do zapisu języków bima i sumbawa) i Flores (do zapisu języka ende). Pismo rencong z Sumatry (zwane również ulu) to tradycyjny sposób zapisu języków kerinci, rejang, lampung oraz pasemah i serawai.

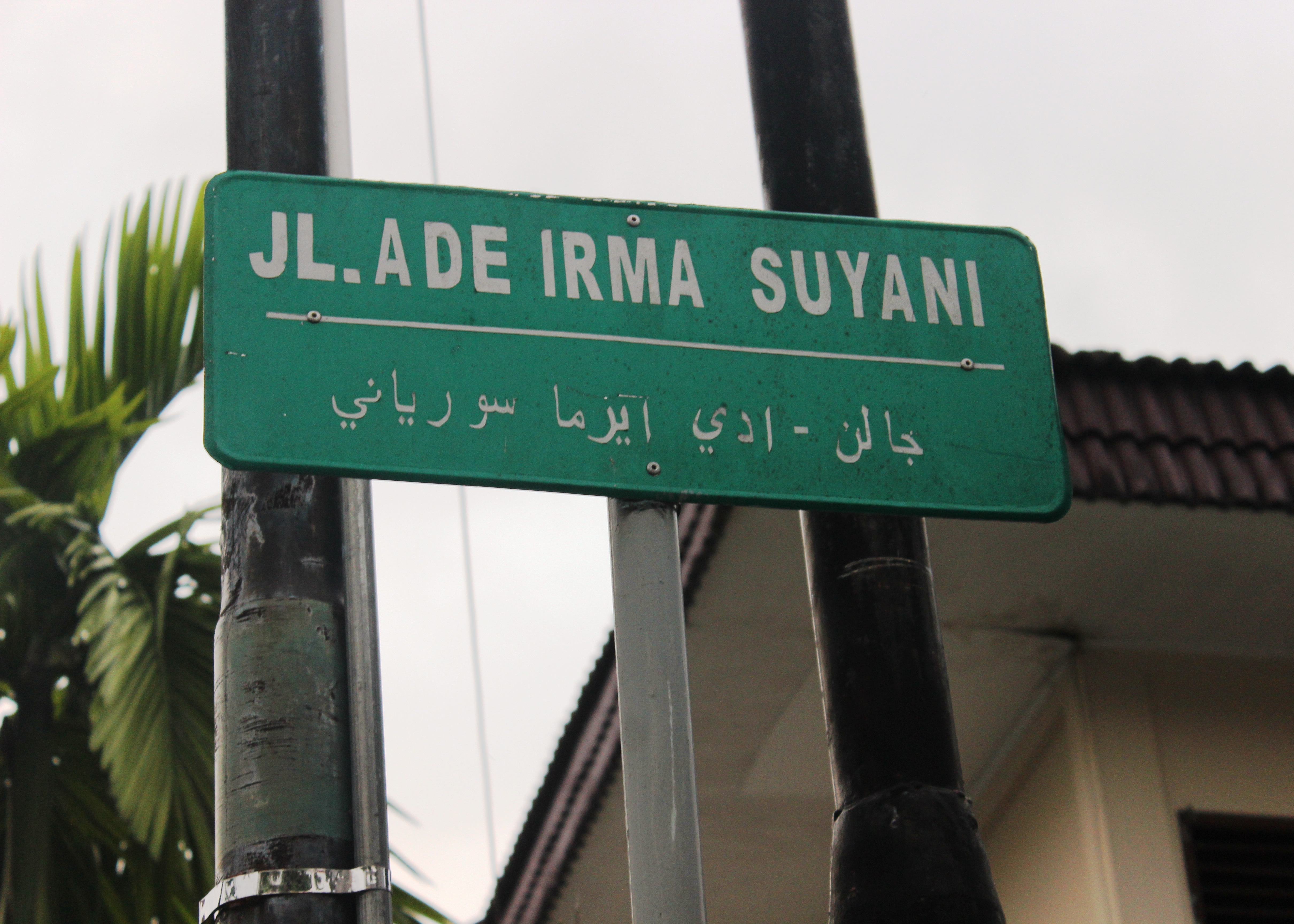
Szyld uliczny w Pekanbaru (zapis w alfabecie łacińskim i piśmie jawi)

Pismo jawi to zmodyfikowana forma pisma arabskiego, która służyła do zapisu różnych języków w regionie Azji Południowo-Wschodniej. W Indonezji były to języki malajski, aceh, minangkabau, bandżar i ternate. Pismo pegon rozwinęło się jako jawajski odpowiednik jawi. Od XVII wieku datuje się stopniowy wzrost użycia alfabetu łacińskiego w regionie malajskojęzycznym. W 1901 roku w Holenderskich Indiach Wschodnich wprowadzono system ortografii van Ophuijsena, oparty na piśmie łacińskim. Nowo powstały sposób zapisu, czerpiący z ortografii niderlandzkiej, praktycznie wyparł pismo jawi. W 2009 roku zainicjowano projekt mający na celu wdrożenie koreańskiego systemu pisma hangul do zapisu języka cia-cia, używanego przez jedną ze społeczności wyspy Buton.
Współcześnie języki lokalne, również te najbardziej znaczące (jak np. jawajski i sundajski), są zapisywane jedynie sporadycznie, zwykle przy użyciu alfabetu łacińskiego. Po jawajsku i sundajsku wydaje się dziś bardzo mało literatury, mimo że są to języki o ogromnej liczbie użytkowników; z kolei języki mniejszych społeczności często w ogóle nie wypracowały tradycji literackich. Zasadniczo większość języków Indonezji to języki ustne, pozbawione własnych systemów pisowni. Bywa jednak, że ich forma pisana występuje nieformalnie, np. w mediach społecznościowych czy listach. Choć w cyberprzestrzeni dominuje indonezyjski (również w rejestrze nieformalnym), to pojawienie się nowych form komunikacji wspomogło rozwój pisanej postaci języków lokalnych. Inicjatywy internetowe, realizowane za pośrednictwem sieci społecznościowych (np. w postaci grup w serwisie Facebook), wspierają ochronę i rewitalizację zanikających języków.
W piśmiennictwie i przestrzeni publicznej, nawet na poziomie lokalnym, preferowany jest język indonezyjski. Publikacje w językach regionalnych to przede wszystkim podręczniki szkolne, słowniki i treści związane z folklorem. Szerokie użycie alfabetu łacińskiego – z powodu edukacji w języku narodowym – sprawia, że jest on wykorzystywany we wszelkich próbach zapisu i dokumentacji innych języków. Istnieją też tradycje literatury ustnej, które są dziedzictwem kulturowym wielu społeczności Indonezji.
W wielu prowincjach Indonezji zachodniej odsetek ludności potrafiącej czytać i pisać jest porównywalny ze standardami krajów rozwiniętych. W niektórych prowincjach we wschodniej części kraju panuje wysoki poziom analfabetyzmu (w prowincji Papua sięga 36%), ze względu na słabszy dostęp do edukacji.

## Język narodowy a języki regionalne

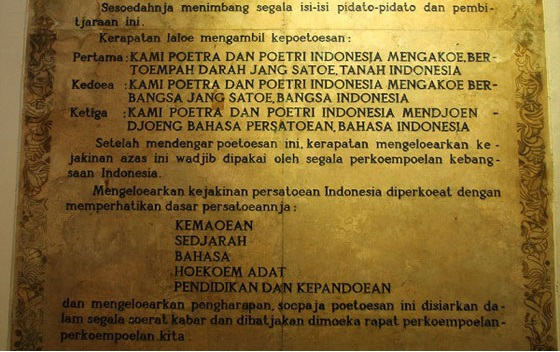
Przysięga Młodzieży (Sumpah Pemuda) została złożona w 1928 roku w ówczesnej Batavii. Znalazła się tutaj deklaracja przyjęcia języka indonezyjskiego w roli języka narodowego.

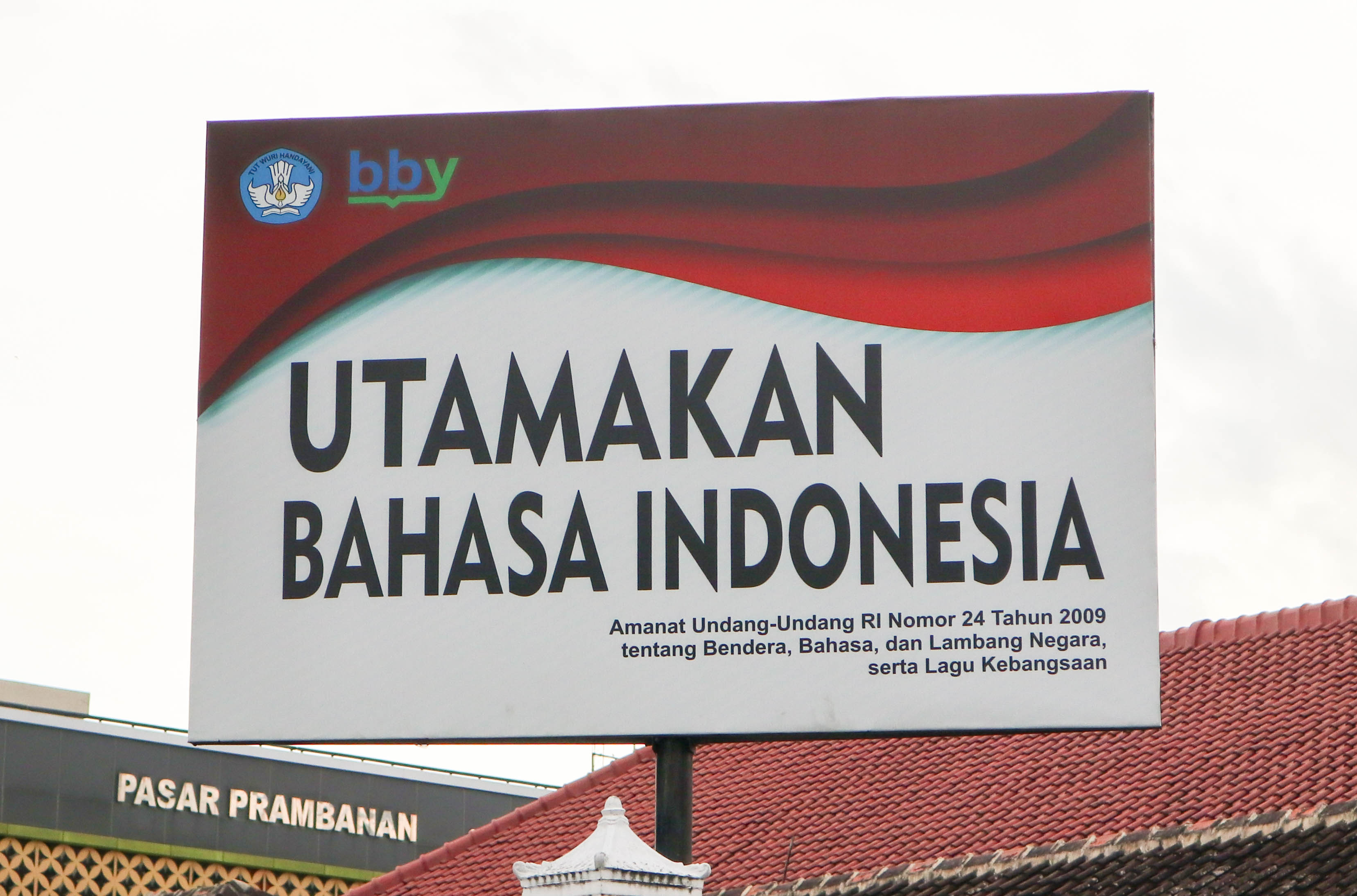
Tablica nawołująca do uznania języka indonezyjskiego za nadrzędny (Utamakan Bahasa Indonesia), Yogyakarta

Funkcję języka urzędowego Indonezji pełni język indonezyjski. Jest to krajowa odmiana (w szerszym ujęciu: grupa odmian) języka malajskiego, bliska pokrewnym formom malajskiego z Malezji, Brunei i Singapuru. Indonezyjski odgrywa w Indonezji rolę języka wehikularnego (lingua franca), jest szerzony za pośrednictwem systemu edukacji i powszechnie używany w mediach masowych. Według danych spisu ludności z 2020 r. włada nim ok. 97% mieszkańców kraju. W największych ośrodkach miejskich, takich jak Dżakarta, Medan, Bandung i Surabaja, indonezyjski to często język kontaktów domowych, lecz w wielu innych zakątkach kraju przeważają w tej roli języki regionalne. Nieco ponad 70% mieszkańców Indonezji posługuje się językiem lokalnym w domu lub w kontaktach z osobami z sąsiedztwa i rodziny.
Ustandaryzowany malajski zyskał w Indonezji szeroką akceptację, przy czym sukces ten nie spowodował zaniku zakorzenionego zróżnicowania dialektalnego. W charakterze języka ojczystego – o ile nie jest nim język lokalny – zasadniczo występuje nie indonezyjski język standardowy, lecz regionalna odmiana języka indonezyjskiego (lub malajskiego). Potoczne odmiany indonezyjskiego (malajskiego), które służą jako środki komunikacji w większości sytuacji życia codziennego, są bardzo różnorodne i nie zawsze wzajemnie zrozumiałe. Do powstania zjawiska dyglosji (lub wręcz multiglosji) przyczyniło się oparcie języka standardowego na literackim (wysokim) języku malajskim, odbiegającym od form mówionych. W dodatku heterogeniczność kraju przekłada się na mnogość akcentów, stylów i wyrazów regionalnych.
Standard języka indonezyjskiego powstał na bazie tradycji literackiej sułtanatu Riau-Johor, której to przypisywano prestiż zarówno w Indonezji, jak i Malezji. O uczynieniu z malajskiego języka państwowego zadecydowało kilka powodów: jego historyczna ekspansja w różnych odmianach, brak powiązania z dominującą grupą etniczną (Jawajczykami) oraz wcześniejsza pozycja malajskiego jako języka administracji holenderskiej. Przeszkodą dla szerszego przyjęcia języka jawajskiego, przeważającego pod względem liczby użytkowników, był hierarchiczny system poziomów mowy, który uchodzi za trudny do opanowania dla osób z zewnątrz. Mimo to jawajski jest ważnym źródłem zapożyczeń w języku indonezyjskim (czerpie się z niego kolokwializmy, a także materiał słowotwórczy i eufemizmy).
W Indonezji akcentuje się odrębność indonezyjskiego od odmian malajskiego używanych w krajach ościennych, co jest związane z kwestiami tożsamości narodowej.

### Użycie języków
Rozwój sytuacji językowej w Indonezji sprawił, że większość mieszkańców kraju wyrasta w środowisku, w którym równocześnie występują dwa języki – indonezyjski i język lokalny. Oznacza to, że pierwszą styczność z językiem indonezyjskim mają w bardzo młodym wieku, jeszcze przed rozpoczęciem edukacji szkolnej. Stąd też zupełnie powszechna jest sytuacja, w której uważają się za rodowitych użytkowników języka indonezyjskiego, nawet jeśli nie jest to jedyny język, który opanowali w dzieciństwie. Uli Kozok twierdzi, że rozbieżności w danych dot. liczby native speakerów języka narodowego wynikają z różnych sposobów definiowania samego terminu, a także zaniżania tej wartości przez część autorów . W wielu dużych miastach Indonezji (w Dżakarcie, Medanie czy Palembangu) języki poszczególnych społeczności wychodzą z użycia (lub nie są w pełni przekazywane), czemu sprzyja brak jednej dominującej grupy etnicznej i zawieranie małżeństw mieszanych.
Krajowa polityka językowa stawia na rozwój języka indonezyjskiego w randze języka narodowego i przypisuje mniejsze znaczenie językom regionalnym. W Indonezji języki niewielkich społeczności są często zarezerwowane dla wąskiego spektrum domen komunikacyjnych, wewnątrz danej grupy etnicznej i w obrębie pewnej tematyki. Można wręcz uznać, że zostały zredukowane do roli folkloru. O ile języki regionalne utrzymują swoją pozycję w ustnych kontaktach domowych, a czasem są obecne w osobistych wypowiedziach pisemnych, to w sferze formalnej mogą ustępować miejsca językowi narodowemu, który nierzadko staje się preferowanym środkiem komunikacji. Indonezyjski, będący nośnikiem prestiżu i symbolem postępu, znajduje zastosowanie w rozmowach nt. techniki, prawa, medycyny i innych dziedzin wiedzy. W dodatku instytucje władz centralnych i miejscowych zasadniczo nie sięgają po języki lokalne (z nielicznymi wyjątkami), preferując niemal wyłączne użycie języka indonezyjskiego w interakcjach oficjalnych. W kraju brak też szeroko zakrojonych wysiłków na rzecz badania słabo poznanych języków; największe zasługi na polu dokumentacji języków Indonezji, z wykorzystaniem nowoczesnych technik i metod lingwistycznych, położyli autorzy zagraniczni. Tradycyjnym centrum badań nad Indonezją jest Uniwersytet w Lejdzie, a badacze holenderscy (w tym misjonarze) wnieśli duży wkład w wiedzę nt. języków kraju.
Głównym i oficjalnym językiem edukacji jest język indonezyjski. W praktyce języki lokalne są niekiedy wykorzystywane w pierwszych klasach szkoły podstawowej, służąc jako pomocnicze języki nauczania. Niektóre z nich są szerzone w miejscowych szkołach, tworząc odrębny przedmiot (w ramach tzw. muatan lokal – dosł. „treści lokalne”), przy czym nauczanie języków o małej liczbie użytkowników nie odbywa się bez przeszkód (należą do nich m.in.: trudna dostępność materiałów dydaktycznych i słowników, duży poziom zróżnicowania dialektalnego, brak wykwalifikowanych nauczycieli, niski prestiż tych języków oraz wpływ modernizacji i globalizacji – napór popkultury indonezyjskiej i większe zainteresowanie popularnymi językami obcymi) . W niektórych regionach wybranie jednego języka jest kłopotliwe ze względu na różnojęzyczność i heterogeniczny charakter ludności. Ponadto z przeszłości znane są przypadki karania uczniów za posługiwanie się językiem ojczystym. Kolejne programy szkolne (w okresie od 1947 do 2013 r.) stopniowo redukowały udział języków lokalnych w edukacji, równocześnie zmniejszając liczbę godzin poświęconych na ich nauczanie. Nie wszystkie języki Indonezji są uwzględnione w krajowym systemie edukacji. Stosunkowo długą tradycję ma nauczanie kilku najbardziej znaczących języków kraju (jawajskiego, sundajskiego, minangkabau, balijskiego, madurskiego i bugijskiego). Programy lokalne wspomagają rewitalizację zanikających języków i kultur, lecz ich powodzenie zależy od zaangażowania i postaw danej społeczności językowej oraz pielęgnowania przekazu międzypokoleniowego w środowisku domowym.
Indonezyjski wywiera znaczny wpływ na języki etniczne (na poziomie słownictwa, ale też składni czy morfologii), a oprócz tego zdecydowanie dominuje w wypowiedziach pisanych i literaturze. Jednocześnie zasoby języków lokalnych (oraz arabskiego i sanskrytu) posłużyły do opracowania terminologii dot. nowoczesnych zjawisk i techniki. Historycznie na strukturę języków Indonezji zachodniej rzutował długookresowy kontakt z językiem malajskim, co w niektórych przypadkach doprowadziło do dużych zmian w ich morfosyntaktyce, upodabniając ją do wzorców malajskich.
Indonezyjski jest głównym językiem środków masowego przekazu. W językach regionalnych powstają pewne programy kulturalne, ale większość emisji telewizyjnych ogranicza się do użycia języka narodowego (bądź języków obcych z napisami indonezyjskimi). Również lokalne czasopisma prawie zawsze wychodzą po indonezyjsku, a rola języków regionalnych na tym polu jest co najwyżej minimalna. Indonezyjski jest językiem bogatej literatury i zajmuje centralne miejsce w popkulturze kraju. W najnowszych czasach rośnie również znaczenie języka angielskiego, którego wpływy zaznaczyły się w różnych sferach nowoczesnego życia. W miastach Indonezji spotyka się code switching między angielskim a indonezyjskim. Użycie indonezyjskiego ma duże znaczenie w miejscach pracy, zwłaszcza w ośrodkach miejskich. Języki obce, takie jak angielski, chiński i japoński, odgrywają dużą rolę w kontekstach biznesowych.

### Dyglosja w języku indonezyjskim
W języku indonezyjskim występuje dyglosja, czyli silnie zarysowany podział na język wysoki (formalny) i język niski (nieformalny), wraz z pewnymi formami pośrednimi. Przypomina to sytuację spotykaną w niemieckojęzycznej części Szwajcarii i krajach arabskich. W Indonezji odmiana wysoka jest zwana bahasa baku („język standardowy”) lub bahasa formal/resmi („język formalny/oficjalny”), a język niski określa się takimi nazwami jak bahasa sehari-hari („język codzienny”) i bahasa non-baku („język niestandardowy”).
Powszechny jest code switching między rejestrami. Standardowy indonezyjski, nauczany w szkołach, zajmuje istotne miejsce w kontaktach oficjalnych, edukacji i mediach masowych. Stanowi język administracji i piśmiennictwa oraz niektórych typów wypowiedzi ustnych (np. wykładów i wiadomości telewizyjnych). W różnych sytuacjach życia codziennego używane są natomiast lokalne odmiany tego języka, które rozwijają się w bardziej swobodny sposób. Język niski jest wykorzystywany w sferze rodzinnej, między znajomymi, a także w nieformalnej komunikacji pisanej.
Odmiany języka niskiego są nieustandaryzowane i znacznie bardziej zróżnicowane wewnętrznie niż język wysoki (utożsamiany ze standardowym). Istnieją jednak oznaki formowania się ogólnej odmiany języka potocznego na bazie prestiżowego dialektu Dżakarty. Pod wpływem środków masowego przekazu (zwłaszcza telewizji i radia) oraz popkultury odmiana dżakarcka zyskała popularność w innych miastach Indonezji, wykraczając poza rejon stolicy. Występuje też w charakterze języka pisanego (w internecie, wiadomościach tekstowych i magazynach młodzieżowych), gdzieniegdzie konkurując z językiem standardowym. Jej prekursorem i bliskim krewnym jest malajski betawi, rodzimy język grupy etnicznej Betawi.

### Inne języki wehikularne
Indonezyjski nie jest jedynym językiem używanym do komunikacji międzyetnicznej. Na poziomie regionalnym podobną rolę mogą odgrywać kontaktowe dialekty języka malajskiego lub inne języki austronezyjskie bądź papuaskie, niepowiązane bliżej z malajskim. Mnogość języków sprawia, że w kraju powszechne jest zjawisko wielojęzyczności. Pewne znaczenie w kontaktach międzyetnicznych mają (bądź miały) takie języki jak: musi (Sumatra Południowa), bugijski (Celebes Południowy), kaili (Celebes Środkowy), wolio (Buton), banjar, ngaju i bakumpai (Kalimantan), tetum (Timor), ternate i tidore (Moluki Północne) oraz biak (rejon Nowej Gwinei).